# Марія Некуліце
Марія Некуліце  (рум. Maria Neculiţă, 30 березня 1974) — румунська гімнастка, олімпійська медалістка.

## Виступи на Олімпіадах
| Олімпіада      | Дисципліна        | Місце              |
| -------------- | ----------------- | ------------------ |
| Барселона 1992 | абсолютний залік  | 17 (кваліфікація)  |
| Барселона 1992 | командний залік   | 2                  |
| Барселона 1992 | вільні врави      | 17T (кваліфікація) |
| Барселона 1992 | опорний стрибок   | 14T (кваліфікація) |
| Барселона 1992 | різновисокі бруси | 37T (кваліфікація) |
| Барселона 1992 | колода            | 16T (кваліфікація) |